# Зверинац
Зверинац (хорв. Zverinac) — остров в Хорватии, в центральной части Далмации, относится к Задарской жупании.

## География
Остров расположен между необитаемым островом Тун Вели и северным побережьем острова Дуги-Оток. Площадь острова — 4,18 км², длина — 5,8 км, ширина 1,1 км. Длина береговой линии — 14,274 км. Самая высокая точка острова — холм Клис (117 м). По переписи 2001 года на острове проживало 59 человек.

## История
Зверинац впервые упомянут в 1421 под именем Суиран как собственность задарского дворянина. В поселении есть дворец в стиле барокко семьи Фанфонга 1746 года.

## Экономика
На западном побережье острова находятся заливы Каблин и Зверинац, где сосредоточены единственное поселение и одноименный порт. Остров покрыт густым подлеском. Население занимается сельским хозяйством (виноград, оливки, другие плоды), рыболовством и туризмом. Есть паромное сообщение с соседними островами и Задаром.